# Черлакское сельское поселение
Черлакское се́льское поселе́ние — муниципальное образование в Нововаршавском районе Омской области Российской Федерации.
Административный центр — село Черлакское.

## История
Статус и границы сельского поселения установлены Законом Омской области от 30 июля 2004 года № 548-ОЗ «О границах и статусе муниципальных образований Омской области»

## Население
| 2010  | 2011  | 2012  | 2013  | 2014  | 2015  | 2016  |
| ----- | ----- | ----- | ----- | ----- | ----- | ----- |
| 1448  | ↘1447 | ↘1381 | ↘1297 | ↘1222 | ↘1202 | ↘1177 |
| 2017  | 2018  | 2019  | 2020  | 2021  | 2023  |       |
| ↘1109 | ↘1073 | ↘1039 | ↘1001 | ↘849  | ↘792  |       |

## Состав сельского поселения
| № | Населённый пункт | Тип населённого пункта       | Население |
| - | ---------------- | ---------------------------- | --------- |
| 1 | Кызылтан         | аул                          | 142       |
| 2 | Пичугино         | деревня                      | 41        |
| 3 | Платоновка       | деревня                      | 241       |
| 4 | Черлакское       | село, административный центр | 1024      |